# Polyancistrus serrulatus
Polyancistrus serrulatus is een rechtvleugelig insect uit de familie sabelsprinkhanen (Tettigoniidae). De wetenschappelijke naam van deze soort is voor het eerst geldig gepubliceerd in 1805 door Beauvois.